# Густаво Нобоа
Густа́во Хосе́ Хоакі́н Нобо́а Бехара́но (ісп. Gustavo José Joaquín Noboa Bejarano; 21 серпня 1937 — 16 лютого 2021) — еквадорський політик, президент країни з 2000 до 2003 року.

## Життєпис
Походить з політичної еліти промислово розвиненого тихоокеанського узбережжя країни. Півжиття займався викладацькою і науково-дослідницькою роботою. Упродовж десяти років був ректором Католицького університету, який залишив після того як був обраний віце-президентом у блоці з Мауадом. Одружений, має 6 дітей і 5 онуків.
Вступаючи на посаду, Нобоа обіцяв прислухатись до думки всіх громадських кіл. «Необхідно, — заявив він, — вести діалог з усіма політичними партіями з ключових питань», з профспілками, а в першу чергу з рухом індіанців, які «є самим страждаючих та самим знедоленим народом».